# Jungermanniales
Die Jungermanniales sind eine Ordnung beblätterter Lebermoose. Die Ordnung wurde von Hugo Erich Meyer von Klinggräff (1820–1902) erstbeschrieben. Ihr Name geht auf den deutschen Arzt und Botaniker Ludwig Jungermann zurück, nach dem Carl von Linné die Gattung Jungermannia benannt hatte.
Die Jungermanniales wurden lange als eine der größten Gruppen der Lebermoose verstanden und umfassten mehrere Tausend Arten. Heute sind sie eine rein molekulargenetisch definierte Ordnung. Obwohl ihre Verwandtschaft gesichert ist, teilen sie keine speziellen morphologischen Merkmale (Synapomorphien) miteinander.
Die Jungermanniales umfassen nach Stech und Frey etwas über 420 Arten und werden wie folgt gegliedert:
- Ordnung Jungermanniales
  - Unterordnung Balantiopsineae
    - Familie Balantiopsaceae
    - Familie Trichotemnomaceae

  - Unterordnung Jungermanniineae
    - Familie Acrobolbaceae
    - Familie Antheliaceae
    - Familie Calypogeiaceae
    - Familie Gymnomitriaceae
    - Familie Jungermanniaceae
    - Familie Mesoptychiaceae
    - Familie Myliaceae
    - Familie Stephaniellaceae

  - Unterordnung Brevianthineae
    - Familie Brevianthaceae
    - Familie Chonecoleaceae

  - Unterordnung Geocalycineae s. str.
    - Familie Geocalycaceae
      - Gattung Harpanthus

    - Familie Gyrothyraceae

## Nachweise
1. ↑  Jan-Peter Frahm, Wolfgang Frey, J. Döring: Moosflora. 4., neu bearbeitete und erweiterte Auflage (UTB für Wissenschaft, Band 1250). Ulmer, Stuttgart 2004, ISBN 3-8001-2772-5 (Ulmer) & ISBN 3-8252-1250-5 (UTB)
2. 1 2  Wolfgang Frey, Eberhard Fischer, Michael Stech: Bryophytes and seedless Vascular Plants. In: Wolfgang Frey (Hrsg.): Syllabus of Plant Families - A. Engler's Syllabus der Pflanzenfamilien. 13. Auflage. Band 3. Borntraeger, Berlin / Stuttgart 2009, ISBN 978-3-443-01063-8, S. 49–58.